# Gaziler

Moschee in Gaziler

Gaziler (früher: Dayista) ist eines der 33 Dörfer des Landkreises Türkeli der türkischen Provinz Sinop.
Es setzt sich aus den Dorfteilen Gaziler, Eğrit, Domuzgölü, Göller und Karşı zusammen. Gaziler grenzt im Norden an Düzler, im Osten an Düzköy, im Süden an Yeşiloba und im Westen an Turhan. Bei der letzten Volkszählung 2018 betrug die Einwohnerzahl von Gaziler 274. Bis heute ist die Einwohnerzahl wegen Auswanderung und Todesfällen stark zurückgegangen. Die Zahl die aus dem Dorf stammenden Menschen wird auf ca. 2000 geschätzt. Die Entfernung zu Türkeli beträgt 7 km.
Das Dorf liegt auf dem Rücken einer 360 Meter hohen Erhebung. Höchster Punkt der Dorffläche ist die Spitze des Kırantepe, eines 470 Meter hohen bewaldeten Berges. Die nicht landwirtschaftlich genutzte Fläche ist stark bewaldet. Der Anteil der landwirtschaftlichen Fläche ist untypisch groß für die Schwarzmeerregion. Weizen und Mais sind die Hauptanbauprodukte. Haselnüsse, Pflaumen, Maulbeeren, Weintrauben sind weitere Erzeugnisse. Der Boden ist geeignet für die Pflanzung von Tomaten, Gurken, Kürbissen, Auberginen, Spinat, Bohnen u. v. m.
In den Höfen des Dorfes werden Kühe, Stiere, Wasserbüffel, Schafe, Pferde, Esel und Hühner gehalten bzw. gezüchtet.
Über die frühe Geschichte des Dorfes ist wenig bekannt. Jedoch weisen Funde unmittelbar am Dorf auf eine Gründung in der Antike hin. Bis ins 19. Jahrhundert bestand die gesamte Bevölkerung aus Griechen. Diese wurden nach dem Türkisch-Griechischen Austausch-Abkommen nach Griechenland umgesiedelt, während Albaner aus dem Kosovo ihre Häuser und Länder in Besitz nahmen, von denen der größte Teil später wieder wegzog.
Die türkische Besiedlung begann sehr spät, als türkischstämmige Tataren aus der Krim Ende des 18. Jahrhunderts angesiedelt wurden.
Dabei handelte es sich um fünf Familien, deren Nachkömmlinge heute den größten Teil der Bevölkerung ausmachen. Außerdem wohnen im Dorf wenige muslimisch-georgische Familien.
Bürgermeister ist seit 2014 Bayram Göksu, der das Amt von Hüsnü Günay übernahm. Dieser hatte die Neuwahlen vom 7. Juni 2009 gegen seinen Gegenkandidaten Hamdi Özcan mit 13 Stimmen Vorsprung gewonnen. Anlass für die Neuwahlen war, dass am Tag der Kommunalwahlen der Wahlsieger Ramazan Ünal seinen Wohnsitz nicht seit mindestens 6 Monaten in Gaziler hatte.
Der vorherige Bürgermeister Haydar Göksu verzichtete auf seine Kandidatur bei den Neuwahlen am 7. Juni 2009.
Während Haydar Göksus Amtszeit wurde die Hauptstraße nach Türkeli asphaltiert und ein Leitungswasser-Netz eingerichtet. Das Telefon-Netz ist seit 1996 in Betrieb, während das Dorf im Jahre 1978 an das öffentliche Stromnetz angeschlossen wurde.
Öffentliche Einrichtungen sind eine Moschee im Dorfzentrum, eine Grundschule und ein Mehrzweckbau.